# Kuremial
Kuremial - Куремьял (rus) - és un poble de la República del Tatarstan, a Rússia. El 2019 tenia 49 habitants. Pertany al districte (raion) de Baltassí.